# شورکسور
شورکسور (قزاقی: Шүрексор) یک دریاچه در استان پاولودار کشور قزاقستان است.